# Psst...!
Psst...! est un journal hebdomadaire satirique français. Paru en 1898-1899, il contient des caricatures et dessins antidreyfusards et antisémites de Caran d'Ache et de Forain.

## Histoire

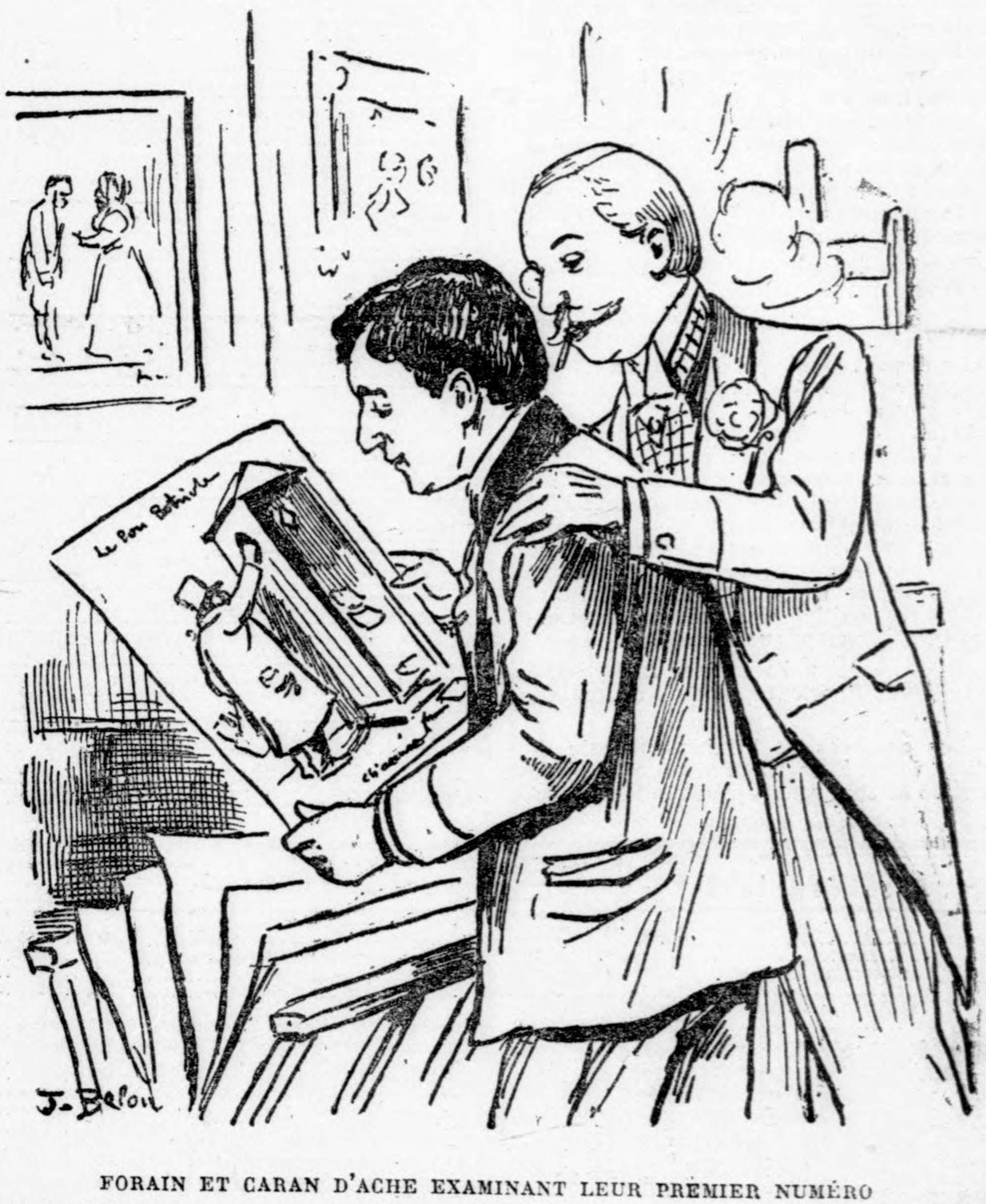
Forain et Caran d'Ache examinant le premier numéro de Psst...! (dessin de J. Belon dans la Patrie du 6 février 1898).

Caran d'Ache et Forain collaboraient depuis plusieurs années au Figaro, journal longtemps ouvert aux articles de Zola en faveur de Dreyfus avant de devoir reculer face au mécontentement de son lectorat. Malgré ce revirement, la ligne éditoriale du journal reste modérée, ne permettant pas à ses dessinateurs de violentes charges antidreyfusardes et antisémites.
Le premier numéro de Psst...! paraît le 5 février 1898. L'hebdomadaire, publié par Plon, a ses bureaux au no 10 de la rue Garancière. Son premier directeur-gérant est l'un des dirigeants de Plon, Joseph Bourdel. Il est ensuite remplacé à cette responsabilité par François Duivon, un employé de cette maison d'édition, à partir du no 48 du 31 décembre 1898.
Le titre évoque un sifflement discret destiné à attirer l'attention. Sa ponctuation est une référence évidente au J'accuse…! de Zola publié dans l’Aurore du 13 janvier 1898. En réponse au manifeste dreyfusard du célèbre écrivain, les deux dessinateurs de Psst...! accablent les défenseurs de Dreyfus et représentent ceux-ci comme les instruments d'un complot ourdi contre la France et son armée par les juifs et les puissances étrangères.

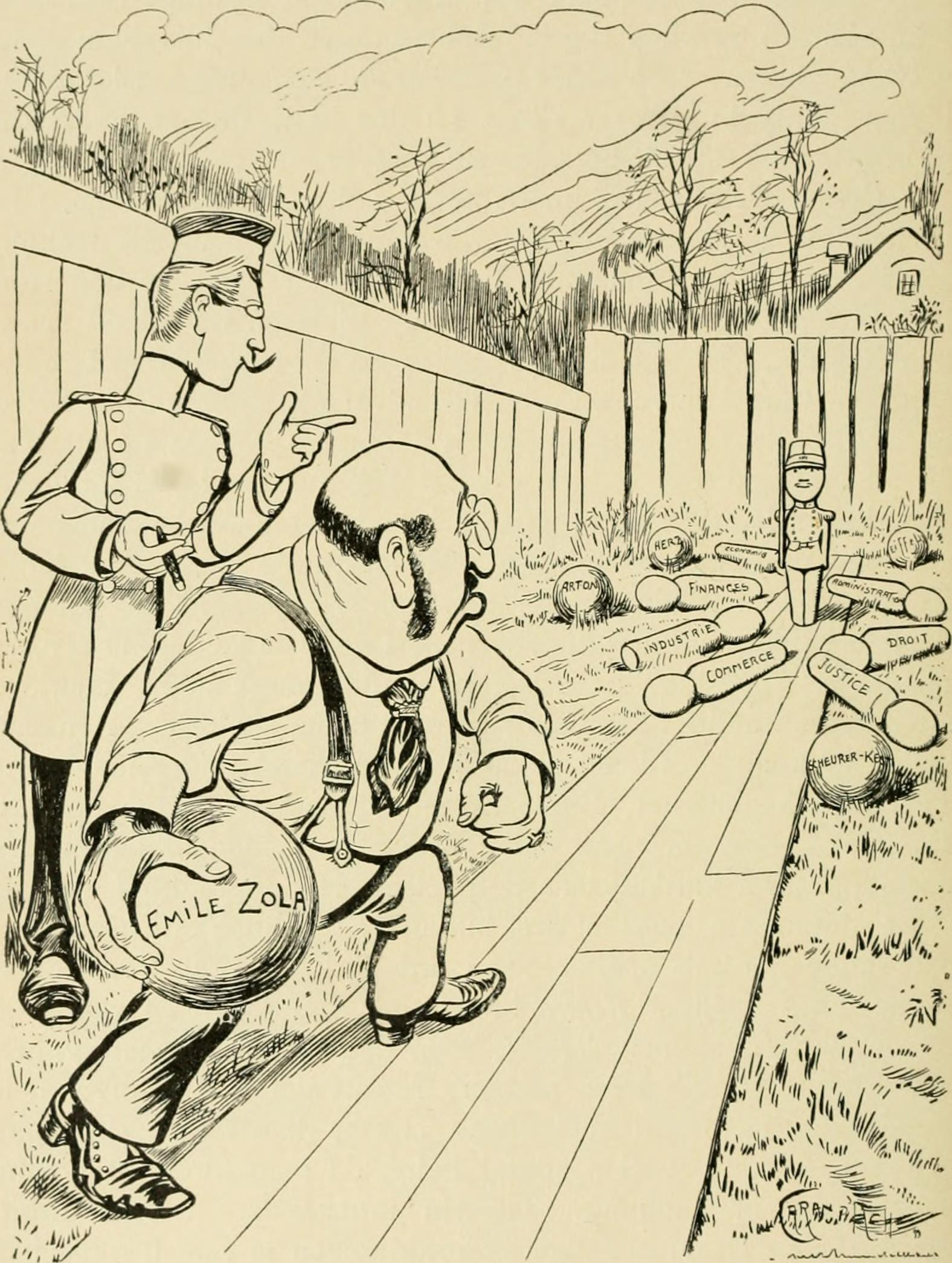
La Dernière quille, dessin de Caran d'Ache pour le premier numéro de Psst...!

Le lancement de l'hebdomadaire est notamment salué par Édouard Drumont dans la Libre Parole du 7 février. Dans le numéro de la veille, Forain était interviewé par Gaston Méry au sujet de la fondation de Psst...! : « [Caran d'Ache et moi avons obéi] au sentiment de dégoût et d'indignation que nous inspirent les odieuses manœuvres du Syndicat. Je ne suis pas un Antisémite, dans le sens strict du mot; mais, il n'y a pas à dire le contraire, ce sont les Juifs qui font toute cette sale besogne. [...] Un soir, nous causions de cela, Caran d'Ache et moi. "Il faut faire quelque chose, lui dis-je ; ils nous embêtent à la fin. C'est devenu un devoir pour chacun de combattre tous ces cosmopolites avec les moyens dont il dispose." Et, tout de suite, Caran d'Ache a pensé comme moi. Le lendemain, nous étions chez l'éditeur. Et voilà ! »
Les dreyfusards répliquent peu de temps après : dès le 17 février, Stock commence la publication du Sifflet sous la direction d'Achille Steens. De format similaire à celui de Psst...!, le Sifflet contient des dessins d'Édouard Couturier, de Félix Vallotton, d'Hermann-Paul, de Louis Chevalier et d'Henri-Gabriel Ibels. Dans l’Aurore du 26 février, Eugène Thébault compare les dessins de ce nouveau journal à ceux de son adversaire : « Cela change de l'éternel dessin de Forain, toujours le même, monotone, et que ne sauvent pas toujours de spirituelles légendes; et cela vaut mieux, infiniment, que les platitudes enfantines de ce M. Caran d'Ache ». Le journal Le Père peinard publie un dessin de Maximilien Luce représentant Caran d'Ache et Jean-Louis Forain en prostituées qui s'offrent à l'armée et à l' Église.
Dans un chapitre de Sous le sabre dédié à Jean Jaurès et intitulé « Le Trottoir », l'écrivain dreyfusard Jean Ajalbert a comparé le titre du Psst...! à un sifflement de racolage et ses deux dessinateurs à des prostituées se vendant à Rochefort et à Drumont.
Le dernier numéro de Psst...! paraît le 16 septembre 1899.